# Sexteto de Seyfert
O Sexteto de Seyfert é um grupo de galáxias a aproximadamente 190 milhões de anos-luz de distância , na direção da constelação de Serpens Caput. O grupo parece conter seis membros, mas uma das galáxias está em plano de fundo e a outra "galáxia" é uma parte de gás e poeira interestelar que pertence a uma das galáxias. A interação gravitacional entre estas galáxias continuará por centenas de milhões de anos. E em última instância, estas galáxias irão se fundir para formar uma única e gigante galáxia elíptica.

## Descoberta
O grupo foi descoberto por Carl Keenan Seyfert, usando chapas fotográficas do Observatório Barnard, da Universidade Vanderbilt. Quando os primeiros resultados foram publicados, em 1951, este grupo foi o mais compacto grupo já identificado.

## Membros
| Nome      | Tipo         | Distância do Sol (milhões de anos-luz) | Magnitude |
| --------- | ------------ | -------------------------------------- | --------- |
| NGC 6027  | S0 pec.      | ~190                                   | +14,7     |
| NGC 6027a | S0 pec.      | ~190                                   | +15,4     |
| NGC 6027b | SAa pec.     | ~190                                   | +15,4     |
| NGC 6027c | SB(S)c       | ~190                                   | +16       |
| NGC 6027d | SB(S)bc pec. | ~877                                   | +15,6     |
| NGC 6027e | SB0 pec.     | ~190                                   | +16,5     |